# Arthur Retière
Arthur Retière (Francia, 1 de agosto de 1997) es un jugador profesional francés de rugby que se desempeña en la posición de medio scrum en Stade Toulousain, equipo perteneciente a la liga Top 14.

## Carrera
Retière es un jugador de formación francesa (JIFF). Comenzó su carrera deportiva con el equipo Racing 92, en el cual jugó dos temporadas (2014-2016), después pasó a Stade Rochelais (2016-2022), luego a Stade Toulousain, donde lleva jugando dos temporadas.